# Brunhilde Pomsel
Brunhilde Pomsel (* 11. Januar 1911 in Berlin; † 27. Januar 2017 in München) war eine deutsche Sekretärin, die von 1942 bis 1945 für Propagandaminister Joseph Goebbels tätig war.

## Leben
Brunhilde Pomsel wurde am 11. Januar 1911 in Berlin geboren. Ihre Kindheit war prägend, da die strengen preußischen Erziehungsmaßnahmen ihrer Eltern sie lehrten, sich unterzuordnen und ein gewisses Pflichtbewusstsein zu entwickeln. Es kam häufig zu Bestrafungen, damit die Kinder lernten, „was man darf und was man nicht darf“. Brunhilde wuchs in einer kinderreichen Familie mit vier jüngeren Geschwistern auf.
Nach dem einjährigen Mittelschulabschluss entschied sich Pomsel gegen den damaligen Haushaltsdienst, da sie nach eigenen Angaben nicht für die Hausarbeit geschaffen war. Sie strebte eine Tätigkeit als Sekretärin oder Büroangestellte an. Aufgrund einer Stellenanzeige in der Berliner Morgenpost erhielt sie im Alter von 16 Jahren einen zweijährigen Volontärsvertrag bei dem jüdischen Prokuristen Bernblum des Betriebs Kurt Gläsinger und Co. Dort übernahm die junge Frau Arbeiten in Stenografie und an der Schreibmaschine. Abends bildete sie sich fort und besuchte eine Handelsschule, um die Grundlagen der Buchhaltung zu erlernen.
Nach ihrem zweijährigen Volontariat bot der Prokurist Bernblum ihr eine Festanstellung mit einem monatlichen Gehalt von 90 Mark an. Da Pomsel noch nicht mündig war, musste sie ihre Eltern um deren Einverständnis bitten. Ihr Vater bestand jedoch auf einem Lohn von 100 Mark. Diesen Betrag war der Betrieb nicht bereit zu zahlen, sodass Pomsel gekündigt wurde. Im Winter 1929 war sie zum ersten Mal arbeitslos und trat nach kurzer Zeit eine Tätigkeit in einer Buchhandlung an, die den Monatslohn von 100 Mark anstandslos zahlte. Schnell stellte sich heraus, dass diese Arbeit für Pomsel zu eintönig war und ihr keine Freude bereitete.
Dieses Mal war es ihr Vater, der Pomsel die neue Anstellung bei dem jüdischen Versicherungsmakler Dr. jur. Hugo Goldberg vermittelte. In dessen Kanzlei konnte sie wieder als Bürodame arbeiten und lernte viel über das Versicherungswesen. Ende 1932 kürzte Dr. Goldberg Pomsels Arbeitszeit um die Hälfte, da das Versicherungsgeschäft keine großen Gewinne mehr erzielte.
Zur selben Zeit lernte sie den Nationalsozialisten und späteren Rundfunksprecher Wulf Bley kennen. Bley diktierte Pomsel seine Kriegserinnerungen aus dem Ersten Weltkrieg und bezahlte sie für ihre Schreibtätigkeit. Ende 1932 arbeitete sie demnach für den Juden Dr. Goldberg und den Nationalsozialisten Wulf Bley gleichzeitig. Bley erlangte dadurch Bekanntheit, dass er am 30. Januar 1933 im Rundfunk die Machtergreifung Hitlers sowie den Fackelzug der Nationalsozialisten durch das Brandenburger Tor kommentierte.
Nach Hitlers Machtergreifung wurde Bley zum Dramaturgen am Deutschen Theater berufen und versprach Pomsel, sie beruflich beim Rundfunk unterzubringen, wenn auch er dorthin wechseln würde. Zum 1. Mai 1933 trat Pomsel der NSDAP bei (Mitgliedsnummer 2.597.225). Sie musste eine Aufnahmegebühr von 10 Mark bezahlen, um Parteimitglied zu werden, und wurde dazu aufgefordert, soziale Tätigkeiten zu übernehmen. Die Mitarbeit im Parteibüro oder die Teilnahme an Straßensammlungen waren einige davon.
Kurz nach ihrem Parteieintritt erhielt Pomsel eine Anstellung beim Rundfunk. Zunächst arbeitete sie im Direktorium und anschließend in der Kanzlei der früheren Direktoren. Aufgrund gesundheitlicher Schwierigkeiten verbrachte sie einen sechsmonatigen Kuraufenthalt in einem Sanatorium auf der Insel Föhr, bei voller Bezahlung ihrer Bezüge. Nach ihrer Genesung wechselte sie in die Presseabteilung des Rundfunks und wurde einige Zeit danach in der Zeitfunkabteilung eingestellt. Dort gefiel ihr die Arbeit unter all den Männern am besten.
1942 erhielt Pomsel die Aufforderung, das Büro zu wechseln und in Goebbels’ Ministerium zu arbeiten. Dort wurde sie dem Offizier Kurt Frowein zugeordnet, der ein persönlicher Referent Goebbels’ war. Bei den Bombardierungen von Berlin im Jahr 1943 verlor sie einen Großteil ihrer Habe. Bis zum Ende des Zweiten Weltkriegs im Jahr 1945 arbeitete Pomsel im „Reichsministerium für Volksaufklärung und Propaganda“ als hoch bezahlte Stenotypistin und Sekretärin.
Zum Ende des Zweiten Weltkriegs begannen die sowjetischen Truppen einzumarschieren und Kampfflieger flogen bereits über Deutschland. Brunhilde Pomsel versteckte sich in dieser Zeit mit anderen Mitarbeitern im Luftschutzkeller. Während ihres Aufenthalts erfuhr sie vom Tod Hitlers, vom Suizid Goebbels’ und seiner Familie und von der Kapitulation Deutschlands. Im August 1945 wurde sie von sowjetischen Truppen im Luftschutzkeller des Propagandaministeriums festgenommen und vorerst im Speziallager Nummer 2 einquartiert. Es befand sich im ehemaligen Konzentrationslager Buchenwald und diente der Internierung von Nationalsozialisten und Mitläufern.
Die Inhaftierten hatten keinen Kontakt zur Außenwelt, erhielten aber die Möglichkeit, an Theatervorstellungen teilzunehmen und sich im Orchester einzubringen. Brunhilde Pomsel wirkte als Hauptdarstellerin in dem Stück „Die Meisterschülerin“ mit. Später verbüßte Pomsel ihre Haftstrafe in zwei weiteren Einrichtungen, Hohenschönhausen und Sachsenhausen. Im Januar 1950 wurde sie aus der Haft entlassen.
Nach ihrer Freilassung erhielt Pomsel eine Anstellung beim Südwestfunk (SWF) in Baden-Baden und stieg zur Chefsekretärin bei der ARD-Programmdirektion Deutsches Fernsehen in München auf. 1971 wurde sie pensioniert. Sie starb in der Nacht zum Internationalen Tag des Gedenkens an die Opfer des Holocaust am 27. Januar 2017 im Alter von 106 Jahren in München-Schwabing.

## Tätigkeitsbereich als Sekretärin für Goebbels

### Arbeit im Propagandaministerium
Das Reichsministerium für Volksaufklärung und Propaganda war in zahlreiche Abteilungen gegliedert. Die Sekretärinnen saßen an dem ihnen zugeordneten Schreibtisch und erhielten ihre Arbeit aus den verschiedenen Abteilungen. Dazu gehörte „alles, was in dem Hause so gemacht wurde an Berichten, Anforderungen und Änderungen“.
Es wurden viele Statistiken von der Front beschönigt, Sachverhalte auf Anweisung übertrieben oder überzogen dargestellt und dann veröffentlicht, wie beispielsweise „Vergewaltigungen von deutschen Frauen durch die heranziehenden Russen“.
Darüber hinaus gab es Dokumente, die nicht kopiert werden durften, weil sie die Gerichtsprozesse von Gegnern oder Widerstände gegen das NS-Regime beinhalteten, wie beispielsweise der Fall der „Weißen Rose“.
Solch eine Gerichtsakte wurde Pomsel von ihrem Vorgesetzten unverschlossen übergeben mit der Bitte, sie in den Panzerschrank zu legen und nicht hineinzuschauen. Pomsel, seit ihrer frühen Kindheit äußerst pflichtbewusst und gehorsam, befolgte diese Anweisung genau.
Die stumpfsinnige und eintönige Arbeit im Ministerium machte ihr jedoch wenig Freude. Als Sekretärin musste Pomsel im Vorzimmer sitzen und häufig Telefonate führen.
Goebbels wurde auf seinen Reisen häufig von Sekretärinnen begleitet, damit er stets eine Schreibkraft bei sich hatte, um ihr etwas diktieren zu können. Während einer Zugreise nach Posen war auch Brunhilde Pomsel eine seiner Schreibkräfte.
Die Artikel, die vom Rundfunk veröffentlicht wurden, standen unter der strengen Kontrolle des Propagandaministeriums, um die Verbreitung „falscher“ Nachrichten zu unterbinden. In Deutschland gab es nur einen Rundfunksender; das Hören anderer bzw. fremder Sender war verboten und wurde häufig mit dem Tod bestraft.

### Brunhilde Pomsels Verhältnis zu Goebbels
Brunhilde Pomsel beschrieb ihren Arbeitgeber Joseph Goebbels als gutaussehend und gepflegt. Ein enges Verhältnis hatten sie nicht zueinander. Goebbels war seinen Sekretärinnen gegenüber nicht sehr gesprächig, sie dienten lediglich der Ausführung ihrer Aufträge und ihrer Arbeit. Er verwickelte sie niemals in Gespräche privater Natur oder stellte ihnen persönliche Fragen. Als Pomsel einmal während einer Theateraufführung gemeinsam mit einer weiteren Sekretärin neben Goebbels saß, wechselte dieser kein einziges Wort mit ihnen und ignorierte sie. Die Sekretärinnen waren für den Reichsminister Schreibtische und nahezu geschlechtslos.

### Sportpalastrede am 18. Februar 1943
Am 18. Februar 1943 hielt Goebbels im Sportpalast in Berlin seine bekannte Sportpalastrede. Während dieser Rede erkannte Brunhilde Pomsel zum ersten Mal das wahre Gesicht ihres Vorgesetzten Goebbels. Vorher hatte sie ihn als gepflegten und anständigen Mann wahrgenommen, nun revidierte sie ihre Meinung und betonte, dass er ein ausgezeichneter Schauspieler gewesen sei. Das Sportpalastereignis sei wüst gewesen und der Reichsminister sei aufgetreten wie ein „tobender Zwerg“. Diese Rede war ein starker Kontrast zum normalen Büroalltag und der Propagandaminister nicht wiederzuerkennen.

## Rezeption
Ein deutsches Leben, ein Dokumentarfilm über Pomsel, hatte am 18. April 2016 beim Visions du Réel in Nyon Weltpremiere und wurde bald danach beim Filmfest München, beim Jerusalem Film Festival und bei der Diagonale in Graz gezeigt. Der Film wurde von dem österreichischen Regisseur Christian Krönes zusammen mit Olaf S. Müller, Roland Schrotthofer und Florian Weigensamer gedreht. Die Regisseure ließen Brunhilde Pomsel von ihrem Leben, ihren Erfahrungen, ihrem Streben nach Wohlstand und ihrer Tätigkeit als Sekretärin im Propagandaministerium berichten. Am 6. April 2017 kam er in die Kinos. Die Süddeutsche Zeitung reflektiert die Schilderungen von Goebbels’ Sekretärin kritisch: „Sie machen sichtbar, wie rasant man in Nazi-Deutschland Karriere machen konnte, wenn man den richtigen Stammbaum und wenig Skrupel hatte. Dass diese intelligente, eloquente und sympathische alte Dame in ihren jungen Jahren den Staatsumbau in eine Diktatur nur im Halbschlaf erlebt haben will, kann man im Nachhinein kaum glauben.“
Zum Film erschien 2017 das Begleitbuch von Thore D. Hansen Ein Deutsches Leben: Was uns die Geschichte von Goebbels’ Sekretärin für die Gegenwart lehrt. Brunhilde Pomsel berichtet darin von ihrem Leben als frühere Sekretärin des Reichspropagandaministers und von den Geschehnissen dieser Zeit. Hansen ordnet die Aussagen und Erinnerungen Pomsels aus dem Jahr 2013 chronologisch. Während seiner Arbeit stellt er erschreckende Übereinstimmungen zwischen der damaligen und der heutigen Zeit fest.
Christopher Hampton schrieb das Ein-Personen-Stück A German Life, das 2019 im Londoner Bridge Theatre mit Maggie Smith als Brunhilde Pomsel seine Weltpremiere hatte.

## Meinungen zu Brunhilde Pomsel

### Persönliche Beurteilung ihres Wirkens
Brunhilde Pomsel betonte zu Lebzeiten, sie habe nur eine kleine Rolle im Propagandaministerium innegehabt, da der Reichsminister und dessen Referenten den Sekretärinnen übergeordnet gewesen seien. Alle Sekretärinnen vor Ort seien lediglich „hoch bezahlte Stenotypistinnen und Sekretärinnen“ gewesen. Sie hätten nur verschriftlichen müssen, was ihre Vorgesetzten diktierten, ohne Sachverhalte oder Anweisungen zu hinterfragen. Weil Pomsel nur für den Reichsminister Joseph Goebbels getippt hatte, empfand sie auch kein Schuldbewusstsein, da sie nichts von den perfiden Aktionen des NS-Regimes gewusst habe. Sie treffe keine Schuld, weil sie von der Judenverfolgung niemals etwas mitbekommen habe.

### Beurteilung durch Thore D. Hansen
Am Ende seines Buches äußert sich der Autor Thore D. Hansen differenziert zu den Aussagen von Brunhilde Pomsel im Hinblick auf ihre Glaubwürdigkeit.
Er ist der Meinung, dass man Pomsel sehr wohl vorhalten könne, Kenntnis von der Judenverfolgung gehabt zu haben, wenn sie aufmerksam gewesen wäre. Schließlich habe sie einen wichtigen Posten als Sekretärin im Propagandaministerium ausgeübt. Als Argument führt Hansen auf, dass sich bereits ab 1942 Gerüchte im Deutschen Reich verbreitet hätten, dass Juden in Konzentrationslager gebracht wurden. Dies lässt sich anhand von Umfragen aus den 1990er Jahren belegen, da anonyme Umfragen unter Zeitzeugen ergaben, dass „bis zu 40 Prozent der deutschen Bevölkerung vor Kriegsende vom Holocaust gewusst hätten“.
Des Weiteren hätte Pomsel die ihr übergebenen, unverschlossenen Akten jederzeit lesen können. Unter anderem lag ihr die Gerichtsakte der Organisation „Weiße Rose“ vor, die sie im Panzerschrank des Ministeriums deponieren sollte. Da Pomsel das Vertrauen ihrer Vorgesetzten nicht habe ausnutzen wollen und der Drang nach Anerkennung einen großen Platz in ihrem Leben eingenommen habe, habe sie nicht in die Akten geschaut und sich in ihrer Wahrnehmung pflichtbewusst sowie loyal gezeigt.
In einem Rückblick auf ihr Leben erwähnte Pomsel, dass sie jegliche Schuld von sich weise, da sie keinen persönlichen Einfluss auf das Geschehen gehabt habe. Ihrer Meinung nach müsste dem gesamten deutschen Volk vorgeworfen werden, dass es selbst dazu beigetragen habe, dass die NSDAP an die Macht gekommen sei und die Regierung tätig werden konnte. Laut Hansen hat Pomsel damit nicht ganz Unrecht, denn ohne die politische Zustimmung eines Großteils der deutschen Bevölkerung wäre es nicht zur Macht- und Regierungsübernahme der NSDAP gekommen. Ein weiteres Kriterium dafür ist nach Hansen das weit verbreitete Desinteresse an politischen Vorgängen innerhalb der Bevölkerung in den 1930er Jahren. In moralischer Hinsicht sei diese Ignoranz als Schuld verwertbar, da das deutsche Volk weggesehen habe. Aus heutiger Sicht sei es unwichtig, ob Pomsel eine überzeugte Nationalsozialistin war oder nicht, da sie ihr Handeln als dumm und naiv bezeichnete.
Pomsel erzählte im Interview, dass Joseph Goebbels über weitere Vorkehrungen gegenüber Juden ausschließlich mit seinen Referenten gesprochen habe. Die Sekretärinnen im Propagandaministerium hätten von diesen Maßnahmen nichts mitbekommen. Heutzutage liegen nur sehr wenige Informationen darüber vor, wer von den Plänen hätte wissen können. Hansen hält es für äußerst unglaubwürdig, dass Pomsel als Sekretärin in hoher Position nichts von der Judenvernichtung mitbekommen habe.
In ihren jüngeren Jahren hatte Brunhilde Pomsel eine Freundin namens Eva Löwenthal, die jüdischer Abstammung war. Sie lebte mit ihrer Familie in armen Verhältnissen und traf sich in ihrer Freizeit regelmäßig mit Pomsel. 1943 verschwand sie plötzlich. Pomsel schilderte, nichts über ihren Verbleib gewusst zu haben. Die junge Sekretärin hätte erkennen können, dass Juden in Konzentrationslager gebracht wurden. Konzentrationslager waren längst keine Einrichtungen mehr, die der Umerziehung von Menschen dienten, die sich öffentlich kritisch gegenüber dem NS-Regime äußerten.

### Beurteilung durch die Medien
In einem Artikel der Süddeutschen Zeitung aus dem Jahr 2017 werden die Aussagen von Brunhilde Pomsel beurteilt. Auch die Tageszeitung äußert Kritik an ihren Schilderungen, da sie unglaubwürdig seien. Es sei kaum zu glauben, „[d]ass diese intelligente, eloquente und sympathische alte Dame in ihren jungen Jahren den Staatsumbau in eine Diktatur nur im Halbschlaf erlebt haben will“. Der Mangel an Pomsels Glaubwürdigkeit entstamme ihrer hohen Position im Propagandaministerium. In ihrem näheren Umfeld habe es Gründe und Anzeichen dafür gegeben, dass die NSDAP nicht nur positive Pläne schmiedete; diese hätte Pomsel erkennen können. So sei zum Beispiel ein Mitarbeiter aus dem Propagandaministerium aufgrund seiner sexuellen Vorliebe für das gleiche Geschlecht in ein Konzentrationslager überführt worden und Pomsels damalige jüdische Freundin sei von einem Tag auf den anderen spurlos verschwunden. Wenn Pomsel später erklärte, sie habe erst nach ihrer eigenen Gefangenschaft von der Judenvernichtung erfahren, erscheine das unglaubwürdig.
Ein weiteres wichtiges Zeugnis über Brunhilde Pomsel ist ein Interview aus dem Jahr 2017, das in der „Deutschen Welle“ erschien. Florian Weigsamer, einer der Regisseure des Dokumentarfilms Ein deutsches Leben, betont darin, Pomsels einzige Schuld sei gewesen, weggesehen und ein starkes Desinteresse für die damalige Politik gehabt zu haben. Sie solle nicht als Nazi dargestellt werden. In der Dokumentation gehe es vielmehr darum, dass Pomsel eine Mitschuld trage, weil sie nicht realisiert habe, was in ihrer Umgebung passierte, und sie weder eingreifen noch die Pläne im Hinblick auf die Judenvernichtung durchschauen konnte.
Die Neue Zürcher Zeitung veröffentlichte 2017 einen Artikel von Christina Tilman über Brunhilde Pomsel und den Dokumentarfilm über ihr Leben als Sekretärin von Goebbels. Tilman hält es ebenfalls für unglaubwürdig, dass Pomsel erst nach ihrer Entlassung aus der Gefangenschaft von der Judenvernichtung erfahren habe. Darüber hinaus verwende die Sekretärin typische Erklärungsmuster und Ausreden von Deutschen, die ihren Anteil zum Nationalsozialismus beigetragen hätten, zum Beispiel die strenge Erziehung und die Oberflächlichkeit als Jugendliche. Die Widersprüche in den Erzählungen Pomsels würden ausreichen, einen Film über die Mitläufer dieser verheerenden Zeit zu drehen. In dem Film Ein deutsches Leben erhalte man nicht allzu viele Antworten auf all die anfallenden Fragen, da er sie offenlasse und die Sekretärin sie teils umgehe. Pomsels habe ihre jüdische Jugendfreundin Eva Löwenthal, die sie sogar begleitet hatte, als Pomsel der NSDAP beitrat, zuletzt 1942 besucht, nachdem Löwenthals Familie alle Sozialleistungen gestrichen worden waren. Löwenthal sei 1943 nach Auschwitz deportiert und zwei Jahre später ermordet worden, aber die Sekretärin habe sich erst sechzig Jahre später, 2005, beim Informationszentrum des Berliner Holocaust nach ihrer ehemaligen Freundin erkundigt.
In einem Artikel von FR Kultur wird Brunhilde Pomsel als „winziges Rädchen im Machtgetriebe der Nazis“ bezeichnet. Sie sei eine „Mitläuferin und Opportunistin“ gewesen; eine direkte Schuld wird ihr nicht zugesprochen. Am Ende wird noch einmal erwähnt, dass sie lediglich mitgemacht habe.